# Castaignos-Souslens
Castaignos-Souslens – miejscowość i gmina we Francji, w regionie Nowa Akwitania, w departamencie Landy.
Według danych na rok 1990 gminę zamieszkiwało 316 osób, a gęstość zaludnienia wynosiła 42 osób/km² (wśród 2290 gmin Akwitanii Castaignos-Souslens plasuje się na 864. miejscu pod względem liczby ludności, natomiast pod względem powierzchni na miejscu 1240.).